# Tre kärlekar
Tre kärlekar är en svensk dramaserie från 1989 av Lars Molin. 
Serien hade premiär i Sveriges Television den 13 mars 1989. Den sändes i två omgångar 1989 och 1991. Omgång ett gick i repris 2007, och omgång två 2008.
Lars Molins ”förord” till serien: "Varje generation har sin ödestid, de få dagar, veckor eller bara timmar då vi fattar avgörande beslut som sedan får betalas eller avnjutas genom ett helt långt liv. Det är den tid då vi förälskar oss, avlar barn, handlar trolöst eller på annat sätt skuldsätter oss känslomässigt för hela livet. Detta ska bli berättelsen om tre generationers känsloreverser, några av dem inte förfallna till betalning. Det är ingen serie, utan en långfilm på sexton timmar, om några människor och deras drömmar, om hur dagens Sverige blir till."
Den 13 september 2008 var det premiär för teateruppsättningen av Tre kärlekar på Folkteatern i Göteborg. Teateruppsättningen har dramatiserats av Niklas Hjulström och Kjell Sundstedt.

## Handling
Serien utspelar sig i Sverige 1944. Egon Nilsson är lantbrukare med egen gård men inget av hans barn känner för att ta över släktgården. Orvar satsar på politiken i Bondeförbundet, Gösta är fanjunkare i Flygvapnet. Dottern Britta har ett utomäktenskapligt barn, Eskil, och lantbruk är det sista hon vill syssla med. Gösta blir blixtförälskad när han träffar Lilian på dansbanan.

## Inspelningsplatser

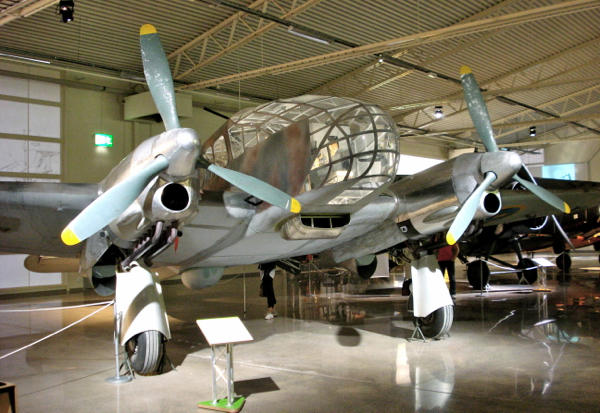
Replikan som byggdes i samband med inspelningen utställd på Flygvapenmuseum i Linköping.

- Egon och Ester Nilssons Gård: Lövsta Gård utanför Bro, norr om Stockholm.
- Hedmans Kafé: Frejavägen 46 / 59, Djursholms-Ösby, Stockholm (huset nu rivet och ersatt med bostadshus).
- Flygflottiljen (F11 Nyköping): Stockholm-Tullinge flygplats. Flygplatsen stängdes 2004 och på delar av området finns nu bostadsområdet Norra Riksten.
- Caproni Ca.313: Det flygplan som Gösta Nilsson (Samuel Fröler) flyger, Caproni Ca.313, är en replika i full skala som byggdes i samband med inspelningen av TV-serien. Replikan finns nu på Flygvapenmuseum i Linköping.

## Rollista
- Samuel Fröler – Gösta Nilsson
- Jessica Zandén – Lilian Melin
- Mona Malm – Ester Nilsson
- Ingvar Hirdwall – Egon Nilsson
- Lena T. Hansson – Britta Nilsson
- Gustav Levin – Orvar Nilsson
- Lennart Hjulström – överste Erik Söderberg
- Gunilla Nyroos – Anna Söderberg
- Lars Green – löjtnant Jonsson, adjutant
- Allan Svensson – löjtnant Brantfors
- Gösta Bredefeldt – Alfred Melin
- Fillie Lyckow – Fredrika
- Hasse Jonsson – Edvard Melin
- Ingrid Luterkort – Agnes
- Ulla Skoog – Ragna
- Eva Gröndahl – Greta, piga
- Ulla Akselson – Beda, piga
- Lasse Petterson – Gusten, dräng
- Rolf Degerlund – furir Rota
- Stefan Sauk – löjtnant Osborn
- Torsten Wahlund – Major Haak
- Roland Hedlund – Major von Porat
- Sten Ljunggren – doktor Berggren
- Helena Kallenbäck – Berggrens sjuksköterska
- Sven Wollter – direktör Enekrona
- Peter Haber – Lasse (1991)
- Carl-Magnus Dellow – Anderberg, flygofficer (1991)
- Peter Schildt – Mattson, pilot (1991)
- Lars Väringer – pilot (1991)
- Tor Isedal – Jönsson (1991)
- Niels Dybeck – "Mumlan" Petterson, verkstadsägare (1991)
- Stig Olin – prästen (1991)
- Björn Gedda – Norlander
- Måns Westfelt – Bolinder, kraftverksbolagets direktör
- Lars-Erik Berenett – lantmätaren

Mindre roller:
- Jonna Arb – Ingrid
- Kåre Mölder – Rune
- Yvonne Schaloske – Göstas studiekompis
- Leif Liljeroth – rektor Bohman
- Bo Brundin – gynekolog
- Göran Stangertz – förlossningsläkare
- Gunvor Pontén – barnmorska
- Gustav Kling – Ante, slaktare
- Pia Oscarsson - Eva, Orvars fästmö
- Kåre Santesson - busschaufför
- Lars Edström – bybo
- Christer Banck – fiskare med telegram
- Mats Huddén – ingenjör
- Per Burell – Berglöf
- Hans Harnesk – stabschaufför
- Folke Asplund – skogsarbetare
- Sven-Gunnar Book – kyrkoherde Borgfors
- Charlie Elvegård – blomsteraffärsinnehavare
- Barbro Oborg – granne
- Carl-Ivar Nilsson – doktor Samuelsson
- Claes Månsson – taxichaufför
- Ragnar Thell – läkare
- Michael Kallaanvaara – laxfiskare
- Palle Granditsky – testamentsexekutor
- Roland Jansson – befäl på flyktingfartyg
- Stig Torstensson – befäl på flyktingfartyg
- Cecilia Ljung – flygvärdinna
- Georg Årlin – domare
- Marika Lindström – Astrid Enekrona
- Lage Larsson – meteorolog

## Övrigt
De svartvita stillbilderna i anslaget är tagna av Anders Petersen.

### Fotnoter
1. 1 2  Tre kärlekar, eftertexter.[källa från Wikidata]
2. ↑  Svensk mediedatabas, läs online.[källa från Wikidata]